# Ludolf von Hohnhorst
Ludolf Günther Karl von Hohnhorst (* 13. August 1899 in Oberau; † 14. Mai 1978 in Hemer) war ein deutscher Konteradmiral im Zweiten Weltkrieg.

## Leben

### Herkunft
Ludolf war ein Sohn des deutschen Generalleutnants Ernst von Hohnhorst und dessen Ehefrau Thekla, geborene Freiin von Dungern (1869–1957).

### Militärkarriere
Nach seiner Schulzeit trat Hohnhorst während des Ersten Weltkriegs Anfang Oktober 1916 als Freiwilliger mit der Anwartschaft auf die Seeoffizierslaufbahn in die Kaiserliche Marine ein. Er absolvierte die Marineschule Mürwik und erhielt seine Bordausbildung auf dem Schulschiff Freya sowie den Linienschiffen Schleswig-Holstein und Hannover. Als Fähnrich zur See war Hohnhorst Wachoffizier auf dem Torpedoboot T 173, wurde nach Kriegsende vom 30. November bis zum 31. Dezember 1918 beurlaubt und anschließend zur Reserve entlassen.
Am 3. Mai 1919 trat er der II. Marine-Brigade bei und wurde am 28. September 1919 Leutnant zur See der Reserve, bis man ihn am 14. Mai 1920 mit RDA vom 28. September 1919 reaktivierte. Zum 1. Juni 1920 erfolgte seine Übernahme in die Reichsmarine. Hohnhorst war zunächst beim Schiffstammdetachement der Nordsee sowie als Wachoffizier bei der 8. und der 11. Halbflottille. Daran schloss sich als Oberleutnant zur See eine Verwendung an Bord des Kleinen Kreuzers Hamburg bzw. des Minensuchbootes M 122 an. Von Anfang November 1922 bis Mitte September 1924 war Hohnhorst Wach- und Torpedooffizier auf dem Torpedoboot G 10 der 1. Halbflottille und anschließend fungierte er als Kommandant des Torpedobootes T 146 bei der I. Torpedobootsflottille. Am 29. September 1925 erfolgte seine Versetzung als Assistent zum Sperrversuchs- und Lehrkommando in Kiel. Anschließend wurde er von Oktober 1928 bis Oktober 1931 in die Abwehrabteilung des Reichswehrministeriums nach Berlin kommandiert. Sein Vorgesetzter war Korvettenkapitän Karl-Friedrich Wollanke. Er selbst übernahm die Leitung einer Gruppe im Marinenachrichtendienst, der für kurze Zeit 1928 dem Reichswehrminister Wilhelm Groener direkt unterstellt war.
Als Kapitänleutnant war Hohnhorst bis Ende September 1933 Divisions- und Wachoffizier auf dem Linienschiff Schleswig Holstein. Dann wurde er 3. Admiralstabsoffizier der Marinestation der Nordsee und in dieser Eigenschaft am 1. Oktober 1935 zum Korvettenkapitän befördert. Als solcher war er ab September 1935 für ein Jahr Artillerieoffizier auf dem Leichten Kreuzer Königsberg. Dann folgte eine Verwendung in gleicher Stellung für ein Jahr auf der Leipzig, mit der er sich am Spanischen Bürgerkrieg beteiligte.
Nach seiner Rückkehr wurde von Hohnhorst auf Grund seiner Erfahrungen im Bereich nachrichtendienstlicher Tätigkeiten Ende Oktober 1937 als Gruppenleiter der Abwehrabteilung in das Oberkommando der Wehrmacht versetzt. Am 16. Februar 1939 wechselte er als Referent in die Mariennachrichtenabteilung des Oberkommandos der Kriegsmarine und wurde hier am 1. April 1939 zum Fregattenkapitän befördert.
Während des Zweiten Weltkriegs war Hohnhorst nach dem Westfeldzug vom 1. Juli 1940 bis zum 18. April 1941 als Referent in der Unterabteilung Marine bei der Waffenstillstandskommission in Frankreich tätig und stieg zwischenzeitlich zum Kapitän zur See auf.
Er war ab dem 23. April 1941 Chef des Stabes beim Stab des Admirals der norwegischen Westküste. Am 23. September 1942 wurde er zum Stab des Kommandierenden Admirals Norwegen kommandiert und am 7. November 1942 zum Oberquartiermeister ernannt. Vom 24. April bis zum 21. August 1944 war er mit der Wahrnehmung der Geschäfte des Kommandanten der Seeverteidigung Bergen beauftragt. Daran schloss sich am 30. August 1944 seine Ernennung zum Kommandanten der Seeverteidigung der Eismeerküste an und in dieser Stellung wurde er am 1. Oktober 1944 Konteradmiral. Vom 8. Dezember 1944 bis zum 31. Mai 1945 war Hohnhorst Chef des Stabes beim Stab des Marineoberkommandos Norwegen. Hier geriet er in Kriegsgefangenschaft, aus der er am 9. Oktober 1947 entlassen wurde.